# ハインツ・ヴァースケ

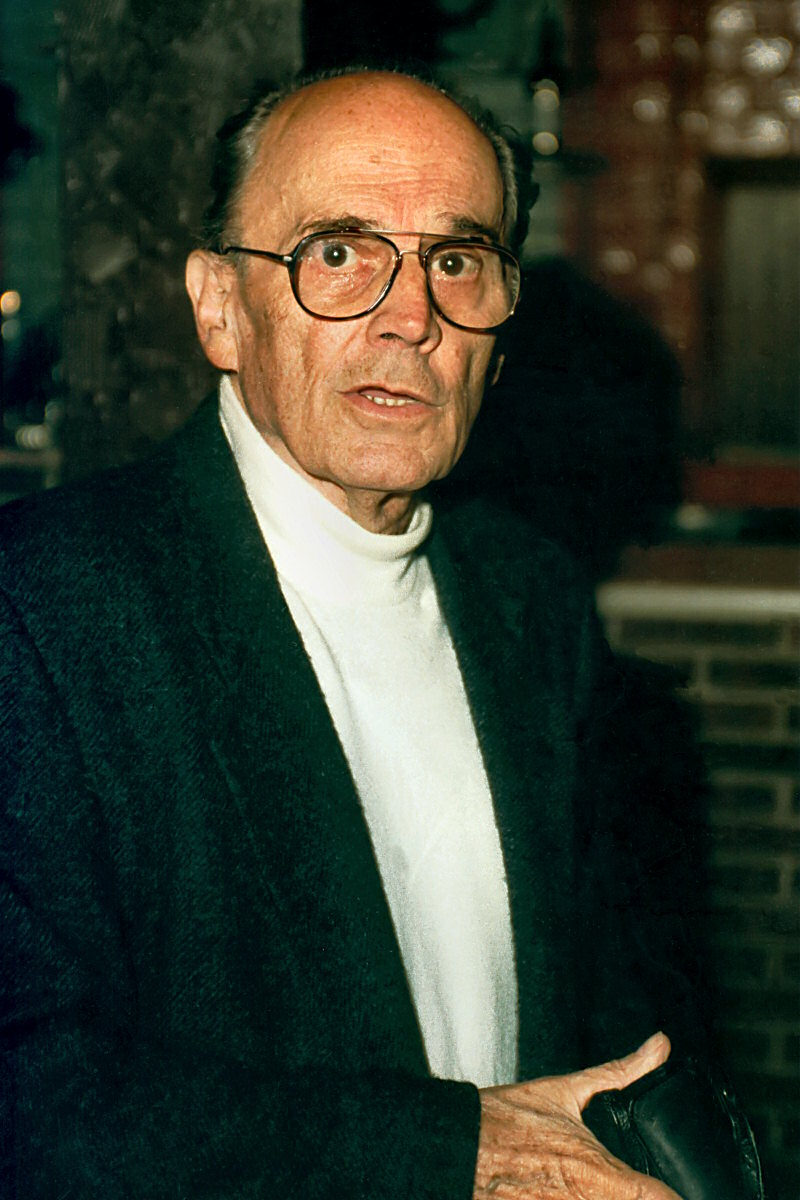
ハインツ・ヴァースケ

ハインツ・ヴァースケ（Heinz Waaske、1924年10月4日 - 1995年7月31日）は、ドイツのカメラ設計者である。代表作はローライのローライ35で、当時ドイツのカメラを追い上げていた日本メーカーは多機能、自動化、レンズ大口径化、シャッター高速化などで競ってカメラを大型化させた反省からハーフ（24×18mm）判カメラを作るようになっていたが、このカメラを見て24×36mm（ライカ）判でのコンパクト化が本気で進められるようになり、その後のコンパクトカメラの方向が決定づけられた。ローライはこのカメラにより躍進を遂げ、シンガポールにも工場を持つに至った。

## 略歴
ベルリンに生まれ、テレフンケンで機器製作の教育を受け、ガウス技術者アカデミーで機器製作技術を学習した。19歳で徴兵を受け、負傷して療養。戦後移動中に兵隊の身分証明書しかなかったためソ連軍に捕らえられ、一時捕虜生活を送った。1945年AEG傘下のカメラメーカーで修理の仕事の傍らで16mmカメラを設計、これがアメリカ軍に見いだされ買い取られたが製品化はされなかった。
この年ヴィルギン（Wirgin ）に入社し、エディクサレフレックス、エディクサエレクトロニカ、エディクサ8、エディクサステレオ、エディクサ16を設計したが、このうちエディクサステレオは自分の仕事として認めたがらなかったという。

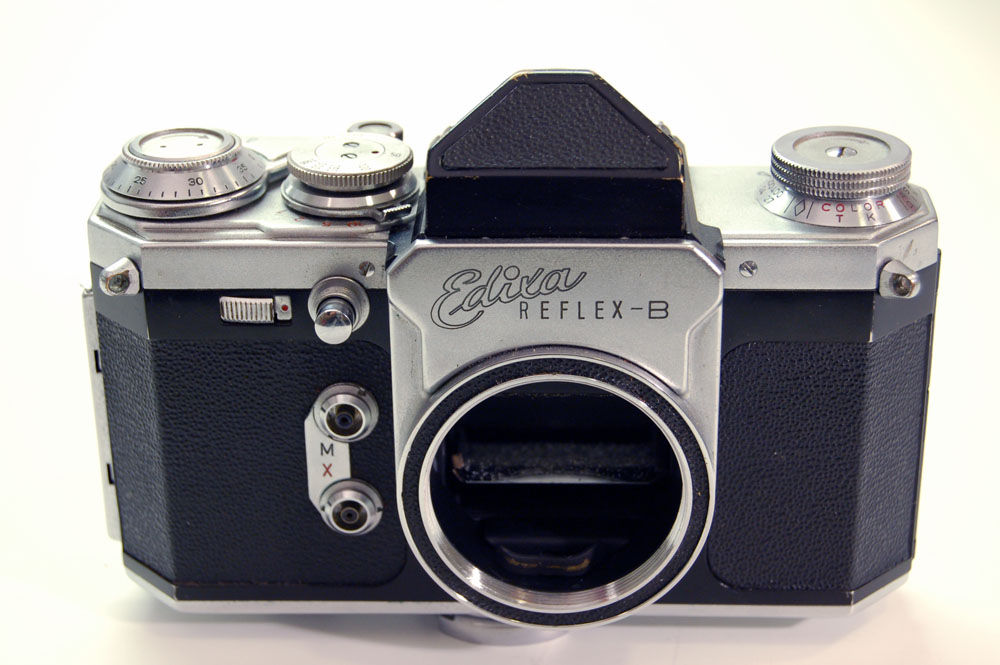
エディクサレフレックスB
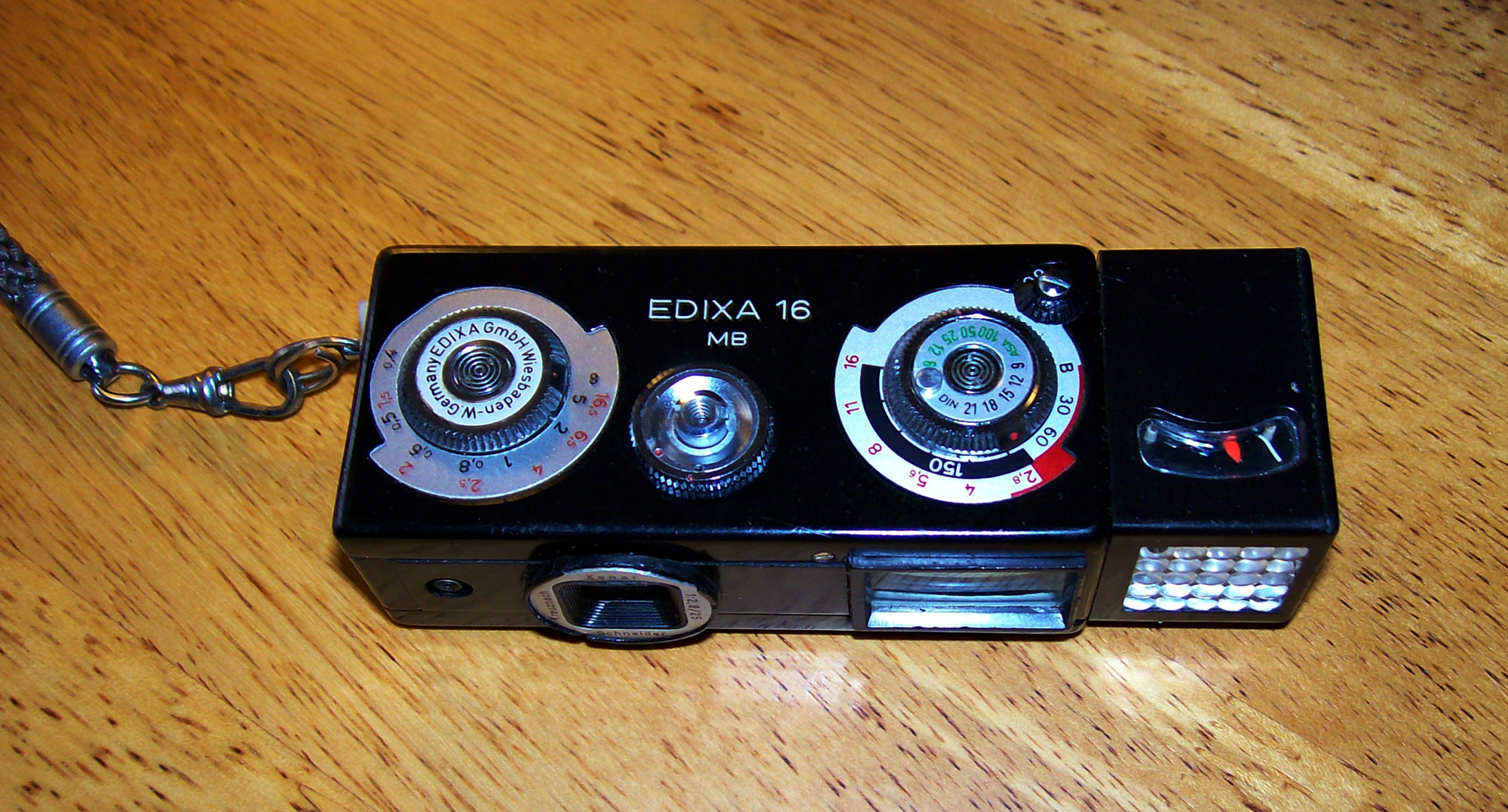
エディクサ16MB

1965年にローライに移籍し設計主任を勤め、ローライ35、ローライ35S、ローライB35、ローライA26、ローライA110、ローライE110、フォクトレンダーヴィトレット110、ローライマチック35を設計したが、このうちローライ35Sは自分の仕事として認めたがらなかったという。。1978年には自らのデザイン事務所を設立し、ミノックス、ツァイス、ブラウプンクトなどの仕事をした。

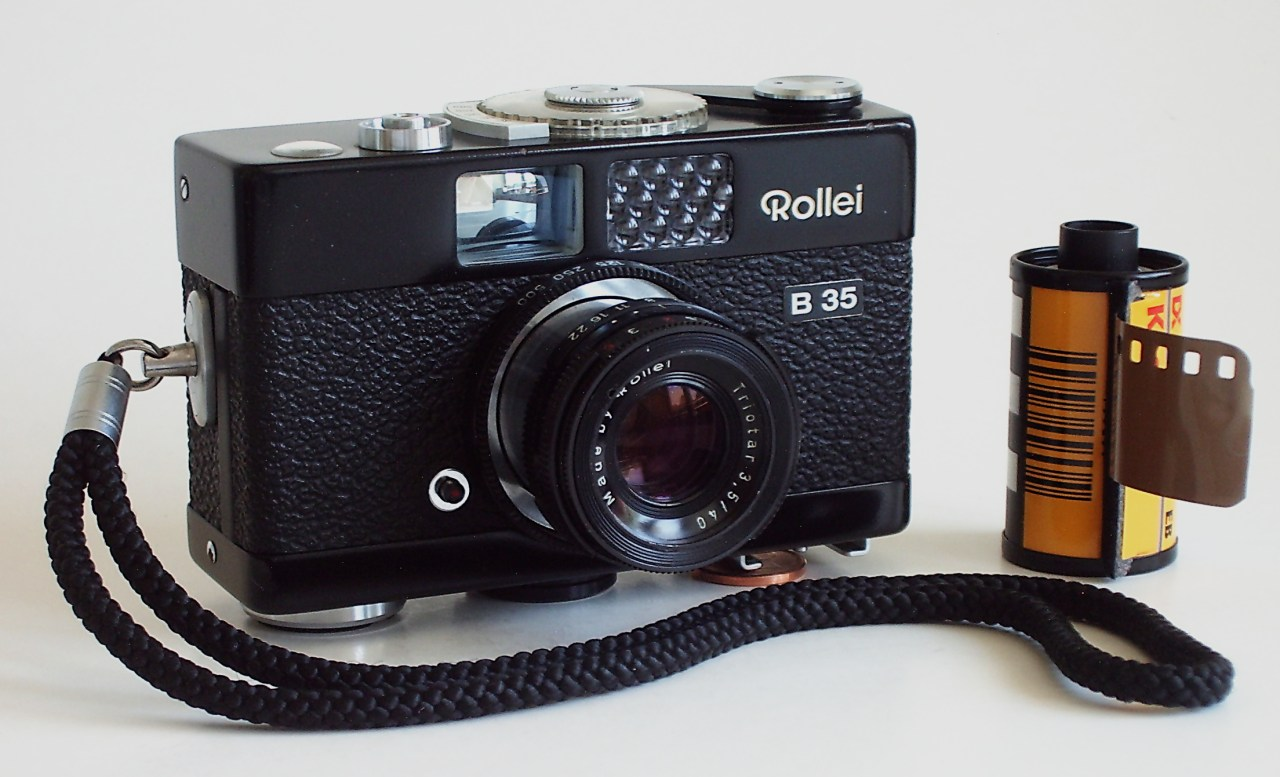
ローライB35
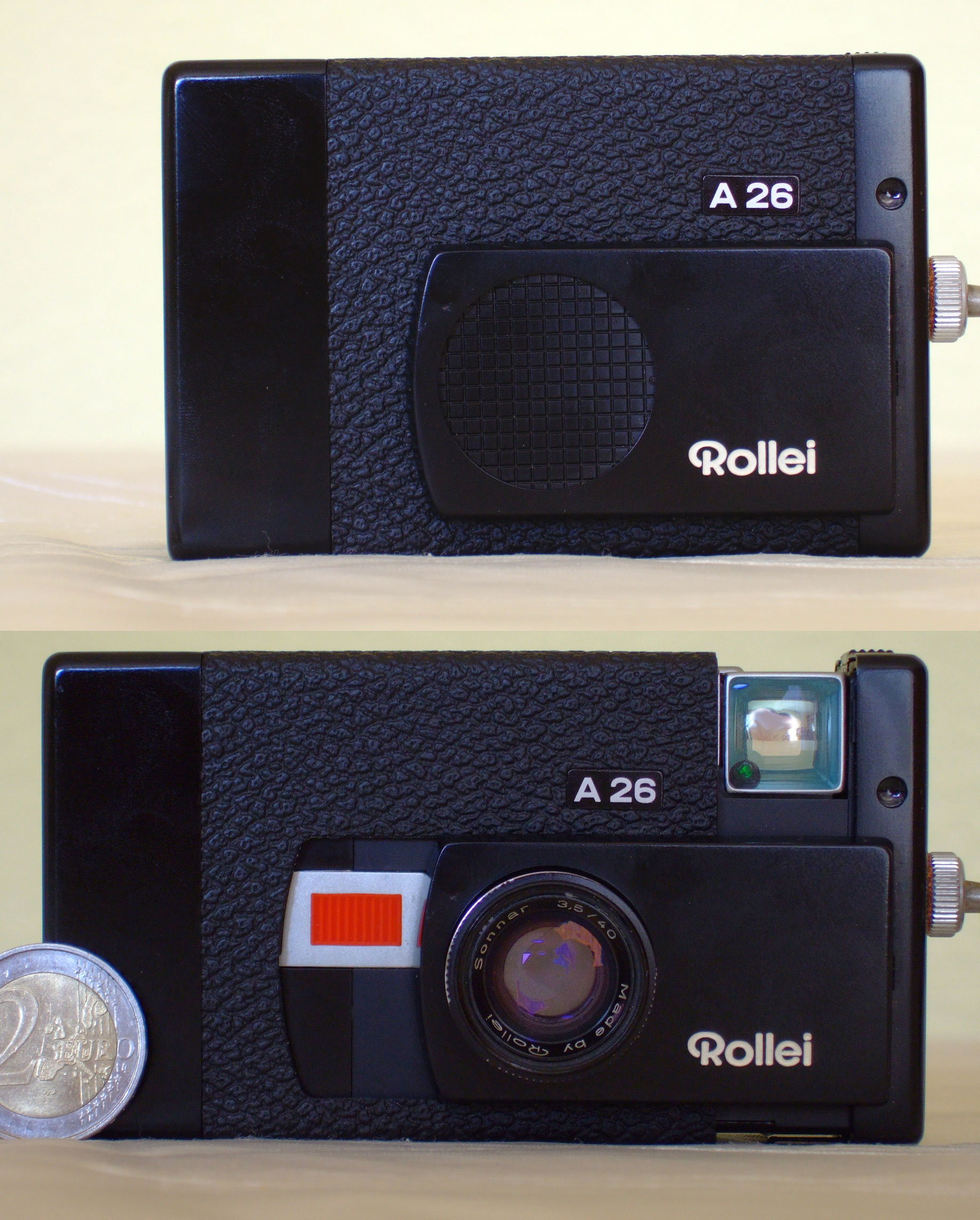
ローライA26
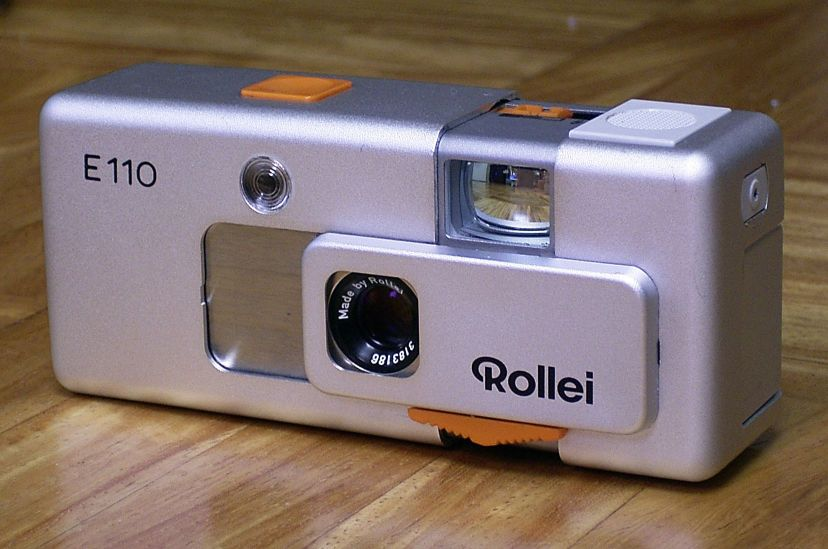
ローライE110

「一番気に入っているカメラは」との質問には、自らの設計でないエルンスト・ライツ（現ライカ）のライカM4を挙げていた。